# Administrative Science Quarterly
Administrative Science Quarterly (ASQ) ist eine US-amerikanische Fachzeitschrift für Organisationsforschung und Organisationspsychologie. Sie wurde 1956 an der Cornell University u. a. von James D. Thompson gegründet und erscheint vierteljährlich.

## Rezeption
Das Zeitschriften-Ranking VHB-JOURQUAL (2008) stuft die Zeitschrift in die beste Kategorie A+ ein, das Zeitschriften-Ranking des Handelsblatt Betriebswirte-Rankings (2009) stuft es in die beste Kategorie 1,00 ein. Das Zeitschriften-Ranking der britischen Association of Business Schools (2010) stuft es in die beste Kategorie 4* ein.
2012 betrug der Impact Factor von Administrative Science Quarterly 4,182. Die Zeitschrift lag damit in der Statistik des Science Citation Index auf Rang 5 von 116 betrachteten Zeitschriften in der Kategorie „Business“ und auf Platz 8 von 174 Journals in der Kategorie „Management“.